# Quentin Merlin
Pour les articles homonymes, voir Merlin (homonymie).
Quentin Merlin, né le 16 mai 2002 à Nantes (Loire-Atlantique), est un footballeur français qui évolue au poste d'arrière gauche ou milieu gauche au Stade rennais FC.

## Biographie

### Carrière en club

#### FC Nantes
Né à Nantes en France, Quentin Merlin est formé au FC Nantes. Il est intégré au groupe professionnel au début de l'année 2021, faisant sa première apparition le 10 février, lors d'une rencontre de coupe de France face au RC Lens. Il entre à la mi-temps à la place de Ludovic Blas et son équipe s'incline sur le score de quatre buts à deux,. Le 19 mars de la même année, il signe son premier contrat professionnel, le liant au club jusqu'en juin 2024.
Alors qu'il a été formé au poste d'ailier gauche, Merlin est régulièrement utilisé au poste d'arrière gauche par Antoine Kombouaré lors de ses débuts, en raison notamment du manque de joueurs fiable à ce poste. Le 19 février 2022, le gaucher marque face au Paris Saint-Germain le second but d'un match remporté 3-1 par les Canaris. Ses performances lui valent le titre de meilleur joueur du FC Nantes en février et mars 2022. Le 1er avril 2022, Quentin Merlin prolonge son contrat avec le FC Nantes jusqu'en juin 2026. Il remporte le premier trophée de sa carrière, la Coupe de France, en étant titularisé le 7 mai 2022, lors de la finale de l'édition 2021-2022. Le FC Nantes s'impose par un but à zéro grâce à un centre de Merlin contré de la main par un joueur niçois dans la surface de réparation : le pénalty est ensuite transformé par Blas.

#### Olympique de Marseille
Le 26 janvier 2024, Quentin Merlin s'engage avec l'Olympique de Marseille en signant un contrat de quatre ans et demi ; le transfert est estimé à 10,5 millions d'euros.

#### Stade rennais FC
Le 22 juillet 2025, après une saison et demie passée chez les Phocéens, Quentin Merlin quitte l'Olympique de Marseille, et s'engage avec le Stade rennais FC en paraphant un contrat de quatre ans, soit jusqu'en juin 2029,,. Deuxième recrue Rouge et Noir de ce mercato estival, le montant du transfert est estimé à 13 millions d'euros,,.
Le 15 août 2025, il dispute son premier match sous ses nouvelles couleurs lors de la 1re journée de championnat contre l'Olympique de Marseille et délivre une passe décisive pour Ludovic Blas qui marque le seul but du match dans le temps additionnel,,. Suite à sa performance, il est nommé dans l’équipe type de la 1re journée par le journal L'Équipe avec une notre de 7/10, accompagné de son coéquipier Valentin Rongier et de son entraîneur Habib Beye,.

### Carrière en sélection nationale
Quentin Merlin représente l'équipe de France des moins de 17 ans de 2018 à 2019 pour un total de six matchs joués.
Il reçoit notamment deux sélections en équipe de France des moins de 20 ans lors de l'année 2021.
En mars 2022, il est convoqué pour la première fois avec l'équipe de France espoirs, mais il doit finalement déclarer forfait en raison d'une blessure. Merlin fait finalement ses débuts avec les espoirs le 2 juin 2022 contre la Serbie. Il entre en jeu et les jeunes français l'emportent par deux buts à zéro,.
En juin 2025, il est sélectionné pour participer à l'Euro espoirs. 

## Statistiques

### En club
| Saison                | Club                   | Championnat           | Championnat | Championnat | Championnat | Coupe(s) nationale(s) | Coupe(s) nationale(s) | Coupe(s) nationale(s) | Compétition(s) continentale(s) | Compétition(s) continentale(s) | Compétition(s) continentale(s) | Compétition(s) continentale(s) | Total | Total | Total |
| Saison                | Club                   | Division              | M.          | B.          | P.d.        | M.                    | B.                    | P.d.                  | Comp.                          | M.                             | B.                             | P.d.                           | M.    | B.    | P.d.  |
| 2020-2021             | FC Nantes              | Ligue 1               | -           | -           | -           | 1                     | 0                     | 0                     | -                              | -                              | -                              | -                              | 1     | 0     | 0     |
| 2021-2022             | FC Nantes              | Ligue 1               | 28          | 2           | 3           | 5                     | 0                     | 0                     | -                              | -                              | -                              | -                              | 33    | 2     | 3     |
| 2022-2023             | FC Nantes              | Ligue 1               | 24          | 1           | 2           | 1                     | 0                     | 0                     | C3                             | 4                              | 0                              | 0                              | 29    | 1     | 2     |
| 2023-2024             | FC Nantes              | Ligue 1               | 16          | 0           | 1           | 2                     | 0                     | 1                     | -                              | -                              | -                              | -                              | 18    | 0     | 2     |
| Sous-total            | Sous-total             | Sous-total            | 68          | 3           | 6           | 9                     | 0                     | 1                     | -                              | 4                              | 0                              | 0                              | 81    | 3     | 7     |
| 2023-2024             | Olympique de Marseille | Ligue 1               | 10          | 0           | 1           | -                     | -                     | -                     | C3                             | 7                              | 0                              | 0                              | 17    | 0     | 1     |
| 2024-2025             | Olympique de Marseille | Ligue 1               | 27          | 1           | 3           | 2                     | 0                     | 0                     | -                              | -                              | -                              | -                              | 29    | 1     | 3     |
| Sous-total            | Sous-total             | Sous-total            | 37          | 1           | 4           | 2                     | 0                     | 0                     | -                              | 7                              | 0                              | 0                              | 46    | 1     | 4     |
| 2025-2026             | Stade rennais FC       | Ligue 1               | 1           | 0           | 1           | -                     | -                     | -                     | -                              | -                              | -                              | -                              | 1     | 0     | 1     |
| Total sur la carrière | Total sur la carrière  | Total sur la carrière | 106         | 4           | 11          | 11                    | 0                     | 1                     | -                              | 11                             | 0                              | 0                              | 128   | 4     | 12    |

## Palmarès

### En club
Avec le FC Nantes, Quentin Merlin remporte la Coupe de France en 2022 et en est finaliste en 2023. Il est également finaliste du Trophée des champions 2022. Parti ensuite à l'Olympique de Marseille, il est vice-champion de France en 2025.
| FC Nantes (1)                                                                                                 | Olympique de Marseille              |
| --- | ----------------------------------- |
| - Coupe de France (1) : - Vainqueur : 2022. - Finaliste : 2023. - Trophée des champions : - Finaliste : 2022. | - Ligue 1 : - Vice-champion : 2025. |